# Augustin Ngirabatware
Augustin Ngirabatware (* 12. Januar 1957 in Gisenyi) ist ein ehemaliger ruandischer Politiker. Wegen seiner Rolle während des Völkermords in Ruanda wurde er im Dezember 2012 vom Internationalen Strafgerichtshof für Ruanda wegen Völkermordes, Aufhetzung zum Völkermord und Vergewaltigung als Verbrechen gegen die Menschlichkeit zu 35 Jahren Gefängnisstrafe verurteilt. Er ist der Schwiegersohn von Félicien Kabuga.
Ngirabatware war während des Völkermords Planungsminister im Kabinett Kambanda und organisierte diverse Treffen am 7. April 1994, auf denen der Genozid geplant wurde. Er wurde wegen seiner Rolle während des Völkermords in Ruanda vom Internationalen Strafgerichtshof für Ruanda (ICTR) gesucht und schließlich am 17. September 2007 in Frankfurt am Main gefasst. Am 20. Dezember 2012 wurde er vom Internationalen Strafgerichtshof für Ruanda wegen Völkermordes, Aufhetzung zum Völkermord und Vergewaltigung als Verbrechen gegen die Menschlichkeit zu 35 Jahren Gefängnisstrafe verurteilt.